# Albert Joseph de Rouvroy de Fournes
Pour les articles homonymes, voir Rouvroy et Fournes.
Albert-Joseph de Rouvroy (° 26 décembre 1768, Lille - ✝ 12 septembre 1841, Lille), baron de Fournes, est un militaire français des XVIIIe et XIXe siècles.

## Biographie
Albert-Joseph de Rouvroy nait à Lille en décembre 1768 (baptisé le 26 décembre 1768). Il est le fils de Jean-Baptiste-Louis de Rouvroy, écuyer, capitaine au régiment de La Tour du Pin, bourgeois de Lille, échevin puis rewart (chargé du maintien de l'ordre) de Lille et de Marie-Joseph-Charlotte Le Maistre d'Anstaing. Son grand-père Jacques Alexandre Rouvroy était seigneur de Fournes, Capinghem, Treupignies, bourgeois de Lille, trésorier de France à la généralité de Lille, anobli après plus de vingt ans de services à ce titre. Son autre grand-père s'appelait Joseph-Chrétien-Michel Anaclet Le Maistre, écuyer, seigneur d'Anstaing, de Thérombecq, époux d'Isabelle-Charlotte Jacops.
Albert Joseph de Rouvroy a émigré pendant les années de la Terreur dans le Nord-Pas-de-Calais. Il a fait partie de l'armée des émigrés, ses deux premiers enfants sont nés hors de France.
Albert-Joseph de Rouvroy commanda en chef la 1re légion des gardes nationales du Nord mobilisées sous le premier Empire.
Le 31 juillet 1809, il quitta le camp de Saint-Omer pour se rendre en Hollande, à la tête de ses troupes, auxquelles se joignirent les canonniers sédentaires, huit compagnies de chasseurs et de grenadiers et cinq cents hommes des compagnies du centre de la garde nationale de Lille, et prit part avec ces contingents à la malheureuse campagne de Flessingue (Expédition de Walcheren) qui fut fatale à de nombreux Français.
Échappé aux atteintes de la fièvre des polders, le colonel de Rouvroy fut créé baron de l'Empire, puis fait comte par Louis XVIII, en 1817.
Il avait épousé, le 31 janvier 1791, Marie-Joseph-Agathe Rouvroy de la Mairie (1771 ✝ 20 juillet 1844 - Lille), sa cousine germaine. L'épouse était la fille de Pierre-Joseph de Rouvroy, oncle d'Albert-Joseph, seigneur de la Mairie, et d'Agathe-Ursule Goudeman; elle nait à Lille en août 1771 (baptisée le 2 août 1771) et meurt le 2 juillet 1844, à 73 ans. Trois enfants, ci-après nommés, sont nés de cette union :
1. Louis-Charles-Léon (né à Bruxelles, le 27 novembre 1793), comte de Rouvroy de Fournes, mort célibataire à Fournes le 3 septembre 1855[1].
2. Marie-Ernestine-Alix-Zoé (11 décembre 1796 - Hambourg ✝ 1844 ou 1851 - Périgueux (Nexon[1]?), mariée le 31 juillet 1823 à Lille avec Félix-Louis de Narp de Saint Hélix (1786-1844), maréchal de camp, dont deux filles ;
3. Marie-Louise-Clotilde (20 août 1802 - Lille ✝ 1834), femme de Monsieur Henri de Waresquiel (1787-1840), écuyer, dont un fils unique.

Il meurt à Lille le 12 septembre 1841 ou le 13 septembre 1841.
Il est inhumé au cimetière de Fournes à Fournes-en-Weppes (59).

## Titre
- Baron de Fournes et de l'Empire (institution de majorat accordée par lettres patentes du 11 septembre 1813, à Saint-Cloud[5]) ;
- 1er Comte de Rouvroy de Fournes (1817)

## Distinctions
- Chevalier de la Légion d'honneur le 17 janvier 1815.
- Officier de la Légion d'honneur le 23 mars 1817[6].

## Armoiries
| Figure | Blasonnement |
|        | Armes de la famille Rouvroy de Fournes « Les Rouvroy de Fournes ont obtenu de Louis XIV de porter les armes des de Rouvroy de Saint-Simon (de sable à la croix d'argent, chargé de cinq coquilles oreillées de gueules) Mais leurs véritables armes étaient d'azur au chevron rompu d'or, accompagné de trois roses de gueules, au chef de gueules chargé de trois couronnes antiques d'or. » |
|        | Armes du baron de Fournes et de l'Empire De sable à la croix d'argent chargée de cinq coquilles de gueules, franc-quartier des barons tirés de l'armée., - Livrées : les couleurs de l'écu. |